# LoveFilm
Lovefilm foi um provedor de vídeo sob demanda e, locação de DVD's por entrega postal, atuante no Reino Unido e, Alemanha.
Adquirida pela Amazon.com em 2011, o serviço tinha atingido 2 milhões de assinantes. Ele também reivindicou mais de 70.000 títulos e aluguel de mais de 4 milhões DVD, Blu-ray ou de jogos por mês em cinco países. Através de uma série de aquisições, Lovefilm rapidamente se tornou o principal locador de DVD e streaming no Reino Unido e Europa.
A empresa ofereceu um serviço de download ao lado de entrega postal mas este cessou em 23 de fevereiro de 2009. A empresa iniciou um serviço de "assistir online", que oferece mais de 4.700 filmes disponíveis para assistir, como parte de uma assinatura. Esta visualização on-line está disponível gratuitamente para os assinantes que optaram por um de seus planos mensais de aluguel ilimitadas ou a conta apenas para streaming ilimitado.
Em fevereiro de 2014, a Amazon anunciou que iria dobrar serviço de streaming de Lovefilm em seu serviço de vídeo em 26 de Fevereiro de 2014. O serviço de aluguer de DVD's continua a estar disponível na Alemanha e no Reino Unido sob a marca Lovefilm de websites locais da Amazon.com.